# Physalacria sasae
Physalacria sasae är en svampart som beskrevs av S. Imai 1934. Physalacria sasae ingår i släktet Physalacria och familjen Physalacriaceae.   Inga underarter finns listade i Catalogue of Life.